# 244 (numero)
Duecentoquarantaquattro (244) è il numero naturale dopo il 243 e prima del 245.

## Proprietà matematiche
- È un numero pari.
- È un numero composto con sei divisori: 1, 2, 4, 61, 122 e 244. Poiché la somma dei suoi divisori (escluso il numero stesso) è 190 < 244, è un numero difettivo.
- È un numero nontotiente.
- È un numero noncototiente.
- È un numero 42-gonale.
- È un numero odioso.
- È un numero colombiano (in base 10), cioè non può essere espresso come somma di un altro numero e delle sue cifre.
- Può essere espresso sia come somma che come differenza di due quadrati: 244=12²+10²=62²-60².
- È parte delle terne pitagoriche (44, 240, 244), (183, 244, 305), (244, 3717, 3725), (244, 7440, 7444), (244, 14883, 14885).
- È un numero palindromo nel sistema di numerazione posizionale a base 3 (100001) e in quello a base 11 (202).
- È un numero congruente.

## Astronomia
- 244P/Scotti è una cometa periodica del sistema solare.
- 244 Sita è un asteroide della fascia principale del sistema solare, appartenente alla famiglia Flora.

## Astronautica
- Cosmos 244 è un satellite artificiale russo.

## Altri ambiti
- +244 è il prefisso telefonico internazionale dell'Angola.